# Bažant Elliotův

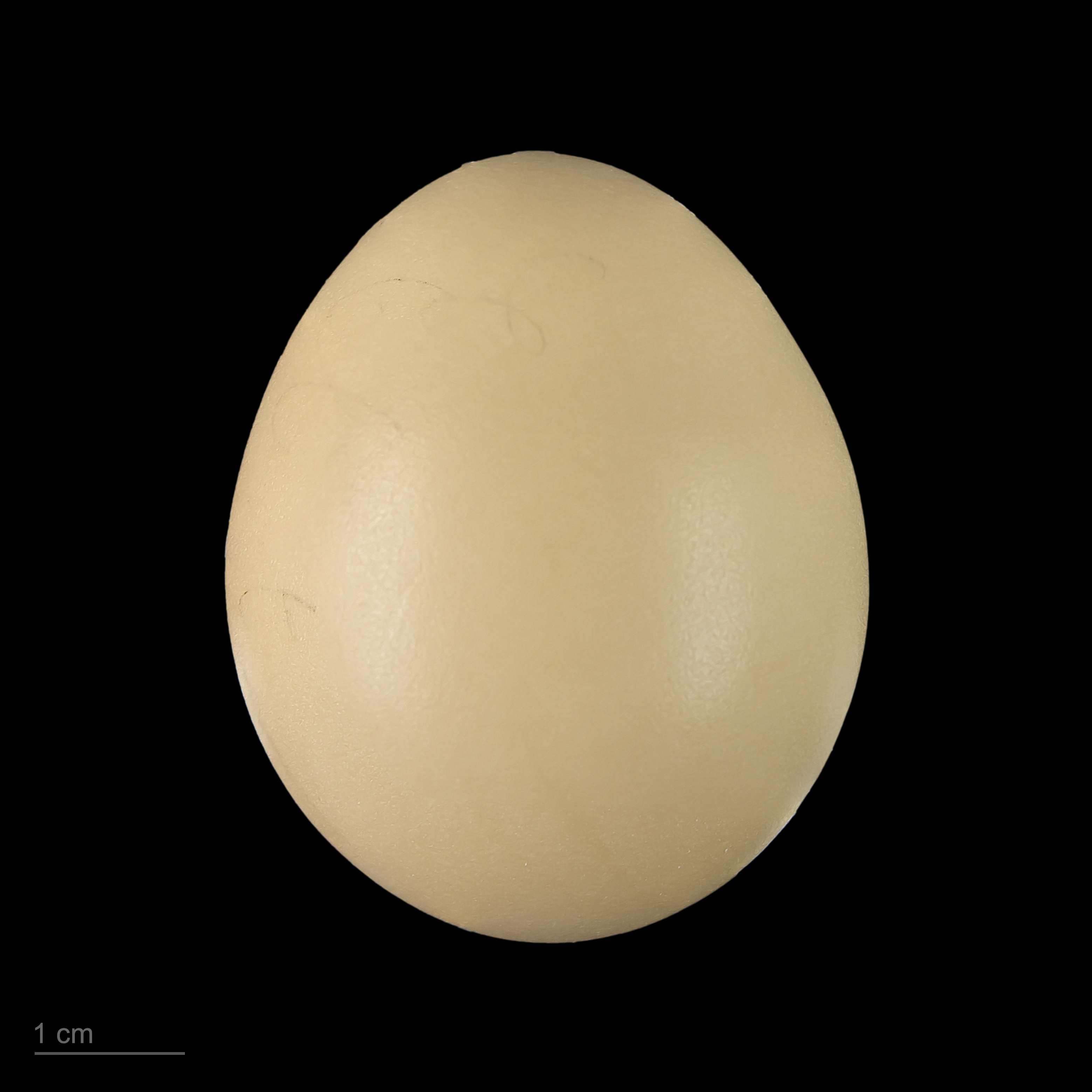
Syrmaticus ellioti

Bažant Elliotův (Syrmaticus ellioti) je bažant z rodu Syrmaticus.
V přírodě je relativně vzácným druhem. V evropských chovech byl do konce 80. let ve velmi nízkých početních stavech. Následnými několika importy z Číny došlo k osvěžení genetického základu a jeho stav velmi prudce stoupl. V současné době je běžně rozmnožovaným druhem. Inkubační doba je 25 dní. Dospívá přibližně v prvním roce života.